# Egeresi Sándor
Egeresi Sándor (Topolya, 1964. június 25. – 2021. szeptember 5.) vajdasági magyar jogásztechnikus, politikus.

## Életpályája
Az általános és a középiskolai tanulmányait szülővárosában fejezte. Egyetemi tanulmányait az Újvidéki Egyetem Jogi Karán folytatta. Gyakornokként a topolyai Vojvodina Idegenforgalmi és Vendéglátóipari Vállalatnál dolgozott, majd a topolyai Vénusz szabadidőközpont ügyvezetője volt. 1989 óta hat alkalommal szerzett tartományi képviselői mandátumot (1989-1992, 1992-1993, 1996-2000 között). Az 1990-es évek elején több háborúellenes megmozdulás szervezője volt. 
Az 1994-ben alakuló Vajdasági Magyar Szövetség egyik alapító tagja és kezdettől fogva vezető tisztségviselője. 1994–1997 között a Vajdasági Magyar Szövetség ügyvezető alelnöke, 1997–2000 között elnökségi tagja volt. 1996–2000 között a Vajdaság Autonóm Tartomány Képviselőháza kisebbségi bizottságának elnöke, és a Kodály Zoltán Magyar Művelődési Központ elnöke volt. 2000–2008 között a tartományi parlament alelnöke volt. 2008-ban a Tisztelt Ház elnökévé választották. 2008–2012 között a Vajdasági Magyar Szövetség elnöke volt.
Több nemzetközi és hazai konferencia szervezője és résztvevője volt.